# نونو بارتو
نونو بارتو (پرتغالی: Nuno Barreto؛ زادهٔ ۲۹ آوریل ۱۹۷۲) قایقران قایق بادبانی اهل پرتغال بود.